# Treehouse of Horror IV
"Treehouse of Horror IV" är avsnitt fem från säsong fem av Simpsons och det fjärde avsnittet i serien Treehouse of Horror Avsnittet sändes på Fox i USA den 28 oktober 1993. Avsnittet består av delarna "The Devil and Homer Simpson", "Terror at 5½ Feet" och "Bart Simpson's Dracula". Avsnittet regisserades av David Silverman och skrevs av Conan O'Brien, Bill Oakley, Josh Weinstein, Greg Daniels, Dan McGrath och Bill Canterbury. I "The Devil and Homer Simpson" säljer Homer Simpson sin själ till djävulen för en donuts, i "Terror at 5½ Feet", så ser Bart att en monster försöker förstöra skolbussen på väg till skolan men ingen tror på honom, i "Bart Simpson's Dracula" är Mr. Burns en vampyr och biter Bart. Lisa söker då upp Burns med resten familjen för att döda Burns.

## Handling
I en hyllning till TV-serien Night Gallery presenterar Bart tre historier, baserade på tavlor.

### The Devil and Homer Simpson
När donutsarna är slut på Springfields kärnkraftverk berättar Homer för sig själv att han skulle sälja sin själ för en donut. Djävulen i form av Ned Flanders dyker då upp och erbjuder Homer att genomföra affären, vilket han accepterar. Men innan Homer äter sista tuggan av donuten, inser han att Ned inte kommer att få hans själ, om han inte äter hela munken och bestämmer sig för att förvara den sista biten i kylskåpet. Nästa natt går Homer till kylskåpet för att få en matbit och hittar den sista biten av donuten som han äter. När han sväljer den lilla biten kommer Ned för att ta hand om Homers själ. Marge och Lisa har då vaknat och berättar för Ned att Homer har rätt till en rättegång, vilket hålls nästa dag. Till dess får Homer tillbringa tiden i helvetet, där han straffas genom att enbart få äta donuts, vilket inte skadar Homer. Det förvånar de som serverar honom donutsarna. Vid tolvslaget är Ned med Homer tillbaka hos familjen Simpsons där det är dags för rättegången.
Efter att Homers advokat Lionel Hutz flyr från rättegången kommer Marge på ett sätt att rädda Homer och visar juryn ett foto där Homer skrivit att hans själ tillhör Marge. Juryn som består av Benedict Arnold, John Wilkes Booth, Lizzie Borden, Svartskägg, John Dillinger 1976 års Philadelphia Flyers och Richard Nixon inser då att Homer inte hade rätt att sälja den och förklarar Homer fri från Ned. Juryn dömer till förmån för Homer och domaren avvisar fallet. Ned är då rasande och förvandlar Homers huvud så den blir en jättedonut. Nästa morgon håller Homer på att äta sitt eget huvud men stoppas av Marge. Homer börjar då förbereda sig för jobbet men Lisa ber honom att inte göra det då hela Springfields poliskår väntar utanför på honom med kaffemuggar i handen.

### Terror at 5½ Feet
Efter att Bart haft en mardröm där han dödas i en buss blir han rädd inför dagens tur med skolbussen. När han sitter i bussen får han panik när han ser ett grönt monster som börjar förstöra bussen som bland annat försöker lossa muttrarna på ett av däcken. Bart försöker förgäves övertyga de andra passagerarna att de är i fara men ingen tror honom. I ren desperation öppnar Bart fönstret och försöker döda monstret med en bengalisk eld och träffar monstret som krockar med Ned som börjar ta hand om monstret. Bussen kommer fram till skolan och lärarna och eleverna ser att Bart talat sanning men han har blivit galen och de skickar iväg honom för att bli inspärrad. När Bart sitter i bilen på väg till inlåsningskliniken dyker monstret upp igen utanför bilfönstret och håller i Neds huvud.

### Bart Simpson's Dracula
Efter en nyheterna rapporterat om flera vampyrattacker, tror Lisa att Mr. Burns är en vampyr, men resten av familjen tror inte på henne. Familjen inbjuds efter en tid till Burns slott i Pennsylvania, till middagen serveras de blod i sina glas, detta leder till att Lisa och Bart lämnar middagen en stund då de är rädda för Burns och säger att de ska på toa. Bart och Lisa upptäcker då en hemlig trappa som leder till en källare fyllda med kistor. När de kommer till källaren vaknar vampyrer ur kistorna och börjar jaga dem, Lisa lyckas fly men Bart blir biten av Burns.
Senare på kvällen vaknar Lisa av att Bart flyger utanför hennes fönster tillsammans med sina vänner som också blivit vampyrer. Bart försöker då bita Lisa för att hon också ska bli en vampyr. Homer och Marge avbryter försöker då de kommer in i Lisas rum och upptäcker att Bart är en vampyr. Lisa hävdar att det enda sättet att återställa honom är att döda huvudvampyren, Mr. Burns. Familjen återvänder till Burns herrgård, där Homer kör en påle genom hans hjärta, men Bart är fortfarande en vampyr. Till sin fasa upptäcker Lisa då att alla i familjen Simpson utom hon själv är en vampyr, och att den sanna huvudvampyren är Marge, inte Burns. Hela familjen försöker då bita henne men avbryter och önska alla en glad halloween.

## Produktion
"Treehouse of Horror IV" regisserades av David Silverman och skrevs av Conan O'Brien, Bill Oakley, Josh Weinstein, Greg Daniels, Dan McGrath och Bill Canterbury. Som andra avsnitt med samma namn i serien är avsnittet icke-kanon. O'Brien arbetade med delarna där Bart medverkade som presentatör. Presentationen är en parodi på Night Gallery. "The Devil and Homer Simpson", skrevs av Daniels och McGrath. Första gången som Flanders medverkar ser han ut som djävulen i slutet av Fantasia. Oakley anser att Harry Shearer gjorde ett bra jobb som Flanders i en mörkare version.
Många scener fick klippas bort, bland annat en som bestod av att Homer hade blivit halshuggen och hans huvud användes som ett bowlingklot. Denna scen dök upp senare i "The Simpsons 138th Episode Spectacular". "Terror at 5½ Feet", skrevs av Oakley och Weinstein som en parodi på The Twilight Zone-avsnittet, "Nightmare at 20,000 Feet", där William Shatners karaktär är inne i ett flygplan och ser ett monster förstöra vingen. Silverman såg det avsnittet för att få inspiration till Barts ansiktsuttryck.
Oakley har sagt att det var svårt att få en bra utformning av monstret i "Terror på 5 ½ Feet" för att göra honom skrämmande för Simpsons-universumet. Silverman utformade monstret och baserade det på Grinchen. "Bart Simpson's Dracula" skrevs av Canterbury och är baserad på Dracula. Burns som Dracula och hans slott designades av Silverman. Mirkin, som är ett fan av Snobben kom med idén för slutet, vilken den gör en parodi på.

## Kulturella referenser
Barts presentation av delarna är baserat på Night Gallery.
Titeln "The Devil and Homer Simpson" är en referens till "Inled oss icke i frestelse" (The Devil and Daniel Webster) där en jordbrukare säljer sin själ för välstånd men försvaras i domstol mot djävulen med en jury som djävulen valt. Scenen i helvetet där Homer får äta alla donuts som finns i världen, och ber om mer, är en parodi på Pigs Is Pigs. I "Bart Simpson's Dracula", ses Bart flyga utanför Lisas sovrumsfönster. Detta är en parodi på The Lost Boys och Salem's Lot. Familjens plan att döda huvudvampyren är också en hänvisning till både filmen och romanen. Avslöjandet i slutet att Burns inte är huvudvampyren är en hänvisning till slutet av The Lost Boys. Under eftertexterna spelas en version av Simpsons ledmotiv baserat på The Munsters och Familjen Addams.

## Mottagande
Avsnittet hamnade på plats 17 över mesta sedda program med en Nielsen rating på 14,5 vilket ger 13,6 miljoner hushåll och det mest sedda på Fox under veckan. I I Can't Believe It's a Bigger and Better Updated Unofficial Simpsons Guide berättar Warren Martyn och Adrian Wood, att avsnittet innehåller många kända sekvenser och var "förmodligen det bästa Treehouses of Horror-avsnittet". De gillar speciellt delarna där Homer är i helvetet och Clancy Wiggums försök att ta itu med Dracula (som tror han är en mumie) genom att förstöra den egyptiska utställningen på Springfield-museet. Från DVD Movie Guide anser Colin Jacobson att "Terror at 5½ Feet" är den bästa delen i avsnittet. Jacobson hyllade också "The Devil and Homer Simpson" för att vara rolig och "Bart Simpson's Dracula" som minst effektiv. Patrick Bromley på DVD Verdict ag avsnittet betyg A och kallar det som en av de bästa Treehouse of Horror-avsnitten. John Thorpe på Central Michigan Life anser att det är seriens tionde bästa avsnitt. Bill Gibron på DVD Talk gav avsnittet betyg 4 av 5. Kim Nowacki på Yakima Herald-Republic anser att "Treehouse of Horror IV" är hennes favorit avsnitt i serien. Bram Stoker's Dracula är enligt Nathan Ditum på Total Film hamnar delen på plats 32 över bästa filmreferenserna.